# Lecidella flavosorediata
Lecidella flavosorediata är en lavart som först beskrevs av Vezda, och fick sitt nu gällande namn av Hertel & Leuckert. Lecidella flavosorediata ingår i släktet Lecidella och familjen Lecanoraceae.  Arten är reproducerande i Sverige. Inga underarter finns listade i Catalogue of Life.